# Kaiserpreis
Kaiserpreis (kejsarpris) var ett sportpris som uppsattes av kejsaren Vilhelm II av Tyskland i flera sportgrenar.
Mest bekanta är en inom bilsporten uppsatt pokal, som vid en tävling i Taunus maj 1907 vanns av italienaren Felice Nazzaro på Fiat, och de inom segelsporten, om vilka tävlades vid Kieler Woche.